# جوردون ميتشيل
جوردون ميتشيل (بالإنجليزية: Gordon Mitchell)‏ (و. 1923 – 2003 م) هو ممثل، ومدرس، وكاتب سيناريو، وممثل أفلام، من الولايات المتحدة الأمريكية، ولد في دنفر، كولورادو، توفي عن عمر يناهز 80 عاماً.

## التعليم
تعلم في جامعة جنوب كاليفورنيا.

## وصلات خارجية
- جوردون ميتشيل على موقع IMDb (الإنجليزية)
- جوردون ميتشيل على موقع ألو سيني (الفرنسية)
- جوردون ميتشيل على موقع أول موفي (الإنجليزية)
- جوردون ميتشيل على موقع قاعدة بيانات الأفلام السويدية (السويدية)
- جوردون ميتشيل على موقع إن إن دي بي (الإنجليزية)
- جوردون ميتشيل على موقع قاعدة بيانات الفيلم (الإنجليزية)
- جوردون ميتشيل على موقع كينوبويسك (الروسية)